# László Baksay
László András Baksay (Budapest , 22 de julio de 1945-13 de enero de 2020) fue un físico y académico húngaro.

## Biografía
Nació en Budapest en 1945, pero su familia se mudó a Alemania en 1956, donde asistió a la preparatoria en Düsseldorf. Recibió su doctorado en la Universidad Técnica de Aquisgrán en 1978.
Posteriormente fue profesor y jefe del Departamento de Física y Ciencias Espaciales del Instituto de Tecnología de Florida.
Se le concedió el estatus de miembro de la Sociedad Estadounidense de Física, después de que fueran nominados por su Foro de Física Internacional en 2008, por "sus contribuciones a la física de altas energías, su liderazgo en colaboraciones internacionales, especialmente en incorporar a la comunidad física húngara a la empresa internacional, innovaciones y actividades en la educación científica y muchos esfuerzos para el programa internacional APS y el Foro de Física Internacional".